# イオン・アリアンツ生命保険
イオン・アリアンツ生命保険（イオン・アリアンツせいめいほけん）は明治安田生命保険傘下の保険事業会社のことである。

## 概要
2020年3月31日、アリアンツ生命保険が実施した第三者割当増資により発行する株式をイオングループの総合金融事業を担うイオンフィナンシャルサービスが引受け、株式の60%を取得したことにより子会社化され、同年5月1日にアリアンツ生命保険株式会社からイオン・アリアンツ生命保険株式会社に商号変更された。
イオン・アリアンツ生命保険では、金融機関で住宅ローンを申込む時に加入し、ローン利用者が返済中に死亡や所定の高度障がい状態に該当した場合に、その時点でのローン残高に相当する保険金が金融機関へ支払われることでローンが全額返済される団体信用生命保険に特化する一方で、旧アリアンツ生命保険で取り扱っていた保険商品の契約に関する諸手続きやサービスは商号変更後も従来通り提供している。
2021年11月26日には、商号変更後初の保険商品である無解約返戻金型終身医療保険を"終身医療保険「元気パスポート」"の商品名でグループ会社のイオン保険サービスやイオン銀行、アイ・エフ・クリエイトを代理店として販売を開始。約10年ぶりに個人向け生命保険の新規契約の受付が再開された。2024年12月13日には、「元気パスポート」をベースとして2つの告知事項のみで申込が可能な引受基準緩和型「元気パスポートワイド」が追加された。
2025年7月1日、明治安田生命保険が当社の株式約85%を取得して子会社化した。これに先立ち、同年4月14日には既存契約者への維持・保全に注力するため、個人向け保険商品の新規販売を同年6月30日をもって停止した（団体信用生命保険のみ継続）。また、同年5月30日には同年10月1日付で明治安田トラスト生命保険株式会社に社名変更する予定であることが発表された。